# Visingsö II
Visingsö II, fartyg levererat 1960 från Lindeborgs Båtbyggeri på Visingsö till Tage Gustavsson på Visingsö. Skrovet är av trä.
| Fartygsdata | Vid leverans från varv | Idag        |
| ----------- | ---------------------- | ----------- |
| Längd öa    | 13,00 meter            | 13,00 meter |
| Bredd       | 3,80 meter             | 3,80 meter  |
| Djupgående  |                        | 1,55 meter  |
| Brt/Nrt     |                        | 19/- ton    |

Fartyget var ursprungligen utrustat med en Volvo MD 2 om 80 hk. Ursprunglig passagerarkapacitet var 63 passagerare.
Nuvarande passagerarkapacitet är 50 passagerare.

## Historik[1]
- 1960 Fartyget levererades till Tage Gustavsson. Det sattes in i söndagstrafik mellan Tunnerstads brygga på Visingsö och Heldeholm i Västergötland. Övriga veckodagar bedrevs beställningstrafik mellan Visingsö och Gränna.
- 1965 Fartyget sattes i trafik som rundtursbåt från Hjo och som ersättningsbåt för färjan Gränna-Visingsö vid dåligt väder.
- 1971 Tage Gustavsson avled och fartyget överfördes till Kerstin Gustavsson på Visingsö. Ny huvudmaskin, en Volvo MD 50 om 82 hk, installerades. Den ger fartyget en fart av 8 knop.
- 1980 Fartyget var uthyrt till HB Visingsöbåtarna för turisttrafik från Hjo samt på Göta kanal.
- 1981 Fartyget var uthyrt till Askersunds kommun.
- 1983 Fartyget köptes av Askersunds kommun. Det döptes om till Alsen.
- 2001 Fartyget köptes av Lars Eje Gustavsson i Vadstena. Det döptes om till Hjulia.
- 2004 Fartyget köptes av Stockholm Water Wiew i Stockholm.
- 2010 Omdöpt till Visingsö.